# Fatos Arapi
Fatos Arapi (Zvërnec, 1930. július 19. – Tirana, 2018. október 11.) albán költő, író, műfordító, újságíró.

## Életútja
A dél-albániai kikötőváros, Vlora melletti faluban, Zvërnecben született. 1949 és 1954 között felsőfokú közgazdasági tanulmányokat végzett Szófiában. Hazatérését követően Tiranában telepedett le, de nem tanult szakmájában helyezkedett el, hanem újságíró lett, emellett előadásokat tartott a modern albán irodalom témakörében. Első verseskötete Shtigje poetika (’Költői ösvények’) címen 1962-ben jelent meg, amelyet 1966-ban gyűjteményes kötete követett (Poema dhe vershja, ’Költemények és versek’). Már e korai köteteiben is több szokatlan, modern verselési formát beemelt lírájába, ezzel jelentősen hozzájárult a kortársi, meglehetősen sematikus albán költészet megújulásához. Az 1970-es évek első felében lezajlott kulturális tisztogatásnak ő is áldozatul esett, 1973-ban megjelent Më jepni një emër (’Adjatok nekem egy nevet!’) verseskötetét betiltották több más, korábban megjelent művével együtt. 1989-ig csak szórványosan publikálhatta „haladónak” megítélt, politikai és nehézipari témájú költeményeit. A rendszerváltást követően újra megjelenhetett a széles olvasóközönség előtt, a 2000-es évektől prózaírói munkássága került előtérbe.
Arapi a 20. századi albán irodalom legjelentősebb költői közé tartozott, a filozofikus költészet, a szerelmi líra és az elégiaköltészet terén egyaránt maradandót alkotott.

## Művei
Versek
- Shtigjet poetike (1962)
- Poema dhe vjersha (1966)
- Ritme të hekura (1968)
- Më jepni një emër (1972)
- Gloria victis (1997)
- Më duhet një gjysëm ëndrre (1999)
- Eklipsi i ëndrrës (2002)
- Shëtitje pa veten (2005)

Novellák
- Patate të egra (1970)
- Dikush më buzëqeshte (1972)
- Gjeniu pa kokë (1999)
- Në Tiranë kur s’ke ç’të bësh (2003)
- Horrat e ndershëm (2007)

Színművek
- Partizani pa emër (1962)
- Qezari dhe ushtari i mirë Shvejk (1995)